# Leviatan (ložisko zemního plynu)
Leviatan (hebrejsky: לווייתן) je velké ložisko zemního plynu ve východní části Středozemního moře u pobřeží Izraele objevené v červnu 2010. Nachází se zhruba 130 kilometrů západně od Haify v hloubce 1500 metrů v Levantinské pánvi. Zdejší oblast patří mezi největší světová pobřežní naleziště zemního plynu za poslední desetiletí.

## Historie
První vrt Leviatan 1 byl vyhlouben do hloubky 5170 metrů, kde byly objeveny zásoby zemního plynu o objemu 450 miliard metrů krychlových. Ve druhé fázi hloubení tohoto vrtu se má dosáhnout hloubky 7200 metrů, kde se předpokládají zásoby o objemu dalších 253 miliard metrů krychlových. Kromě zemního plynu se v ložisku očekává též přítomnost ropy o objemu až 4,2 miliard barelů.
Těžbu provádí americká společnost Noble Energy, jejímiž partnery jsou Isramco Negev 2, Delek Drilling, Avner Oil Exploration a Ratio Oil Exploration. Ložisko se nachází 47 kilometrů jihozápadně od dalšího velkého ložiska Tamar, které bylo objeveno roku 2009 společností Noble Energy, která jej též provozuje.

## Územní spory
Libanon zpočátku tvrdil, že ložisko zemního plynu zasahuje do libanonských vod. Předseda libanonského parlamentu Nabí Berrí prohlásil, že Izrael „ignoruje skutečnost, že podle map ložisko zasahuje do libanonských vod.“ Izraelský ministr národní infrastruktury Uzi Landau na toto vyjádření reagoval slovy: „Nebudeme váhat použít naši sílu, abychom chránili nejenom moc práva, ale i mezinárodní námořní právo.“ Profesor mezinárodního práva Robbie Sable z Hebrejské univerzity v Jeruzalémě uvedl, že tvrzení může být složité vzhledem členitosti izraelsko-libanonské hranice, díky čemuž je těžší určit, kde izraelská námořní hranice končí, a kde libanonské vody začínají.
V srpnu 2010 Libanon předložil Organizaci spojených národů svou verzi vymezení námořní hranice. Tento návrh však neobsahuje nároky na naleziště Tamar a Leviatan.